# Paulo Mendes Rodrigues
Paulo Mendes Rodrigues (Cruz Alta, RS, 25 de setembro de 1931 — Palestina, PA, 25 de dezembro de 1973) foi um economista e guerrilheiro brasileiro militante do Partido Comunista do Brasil, PCdoB. Participou da luta armada contra a ditadura militar, sistema vigente no Brasil entre 1964 e 1985, integrando a Guerrilha do Araguaia sob o codinome 'Paulo'.
Paulo Mendes Rodrigues é considerado desaparecido político por não terem sido entregues os restos mortais aos seus familiares, o que não permitiu o seu sepultamento até os dias de hoje.

## Biografia
Nascido em Cruz Alta, município brasileiro do estado do Rio Grande do Sul, Paulo Mendes Rodrigues era filho de Otília Mendes Rodrigues e Francisco Alves Rodrigues. Formou-se economista pela UFRGS em 1959, mas devido a perseguições políticas por ter pensamentos progressistas, abandonou a profissão sendo dos primeiros a chegar à região de Caianos, no Araguaia.
Segundo Jair Krischke, do Movimento de Justiça e Direitos Humanos, o pai de Paulo teria sido militar, e a família resolveu silenciar o fato. "A ditadura transformava as pessoas em terroristas.", afirma.
"Paulo era solteiro e mantinha vida dupla. Não falava de política com a família, que acreditava que ele trabalhava no Piratini, já que saía sempre nos mesmos horários e de terno" relata Deusa Maria Sousa, doutora em História, que não encontrou indícios de Paulo ter tido algum emprego no governo. Depois de fazer a Graduação, viveu em São Leopoldo e Porto Alegre. Ele ajudou a refundar Partido Comunista do Brasil, também conhecido pela sigla PCdoB. Quando eclodiu o golpe, em 1964, há relatos de que foi à China receber treinamento militar, até virar o comandante do Destacamento C da Guerrilha do Araguaia e integrar-se ao Destacamento da Guarda da Comissão Militar.
Segundo o Jornal do Brasil, de 24 de março de 1992, Paulo foi morto juntamente com outros companheiros, entre eles o ex-deputado federal Maurício Grabois, Gilberto Olímpio Maria e Guilherme Gomes Lund, numa ação comandada pelo Major Curió; seu corpo estava crivado de balas e usava o nome falso de Manoel Machado.

## Morte
A Guerrilha do Araguaia foi um movimento de luta armada contra a ditadura militar, que pretendia derrubar o governo e instaurar um regime socialista por meio um levante popular, que começaria pela zona rural. Paulo foi um dos integrantes da guerrilha. No início de 1972 o governo descobriu a existência do movimento e mandou agentes da polícia federal adentrarem a região. Porém, a entidade disse aquilo não lhe dizia respeito. Então, tropas do Exército Brasileiro foram enviadas.
A morte de Paulo Mendes Rodrigues foi descrita pelo Relatório Arroyo como tendo ocorrido em 25 de dezembro de 1973, no episódio posteriormente conhecido como o “Chafurdo de Natal”, cinco ou seis quilometros de distância da Base do Mano Ferreira, próximo à Palestina. Nesta ocasião, as Forças Armadas chegaram ao acampamento da comissão militar da guerrilha, onde encontravam-se muitos guerrilheiros, dentre os quais Paulo, Maurício Grabois, Guilherme Gomes Lund e Líbero Giancarlo Castiglia, que tiveram suas mortes confirmadas na ocasião.Rodrigues tinha 42 anos na época.
A data também é apontada no relatório do Centro de Informações do Exército (CIE), Ministério do Exército, de 1975, que elenca Paulo em uma listagem de “subversivos” participantes da guerrilha do Araguaia. O documento utiliza, entretanto, o nome “Paulo Mauro Rodrigues” para se referir ao guerrilheiro com o codinome de Paulo na região. No relatório entregue pelo Exército ao ministro da Justiça, em 1993, o nome de Paulo consta como participante da guerrilha, sem que haja informação sobre seu paradeiro. Segundo depoimento de Sebastião Rodrigues de Moura, o Curió, a equipe de militares que chegou ao acampamento militar da guerrilha foi chefiada pelo major Nilton Cerqueira.
Nilton Cerqueira, um dos militares que esteve no Araguaia e que foi enviado para "resolver a situação", disse ao jornal O Estado de S. Paulo, conhecido como Estadão, que saiu da região com "a situação praticamente resolvida". De 80 guerrilheiros, menos de 20 sobreviveram. A maioria, formada majoritariamente por ex-estudantes universitários e profissionais liberais, foi morta em combate na selva ou executada após sua prisão pelos militares, durante as operações finais, em 1973 e 1974. Mais de 50 combatentes são considerados ainda hoje como desaparecidos políticos.
Até 2013, não havia foto que mostrasse o rosto de Paulo. Com a Comissão Nacional da Verdade, conseguiu-se resgatar uma imagem do militante. Antes da descoberta, quando precisava retratar Paulo, colocavam-se uma ilustração de um homem com os punhos levantados e feição de tristeza. Quem resgatou a imagem dele foi a Deusa Maria Sousa, doutora em História.
Como seus restos mortais nunca foram encontrados, Paulo é considerado um dos Desaparecidos políticos da Ditadura. Conforme o exposto na Sentença da Corte Interamericana nos casos de Paulo, Maurício Grabois, Guilherme Gomes Lund e Líbero Giancarlo Castiglia, “o ato de desaparecimento e sua execução se iniciam com a privação da liberdade da pessoa e a subsequente falta de informação sobre seu destino, e permanece enquanto não se conheça o paradeiro da pessoa desaparecida e se determine com certeza sua identidade”, sendo que o Estado brasileiro “tem o dever de investigar e, eventualmente, punir os responsáveis”. Sendo assim, é recomendado que continuem as investigações sobre as circunstâncias do caso de Paulo Mendes Rodrigues para que seja feita a localização de seus restos mortais, a retificação da certidão de óbito, a identificação e que responsabilize os agentes da repressão que estão envolvidos no crime, conforme sentença da Corte Interamericana de Direitos Humanos que obriga o Brasil “a investigar os fatos, julgar e, se for o caso, punir os responsáveis e de determinar o paradeiro das vítimas”.
Victória Grabois, filha de Maurício Grabois, conviveu com Paulo na Guerrilha e foi uma das poucas sobreviventes do movimento, tendo que viver na clandestinidade por 16 anos. Ela relembra do militante como um amigo. "Paulo nos ensinou a fazer canjica e churrasco gaúcho. Ele cavava um buraco no chão e assava com a brasa. A carne era maravilhosa e barata. Era o típico gaúcho: afável, mas reservado, um grande companheiro".